# Jesus exorcizando na sinagoga de Cafarnaum

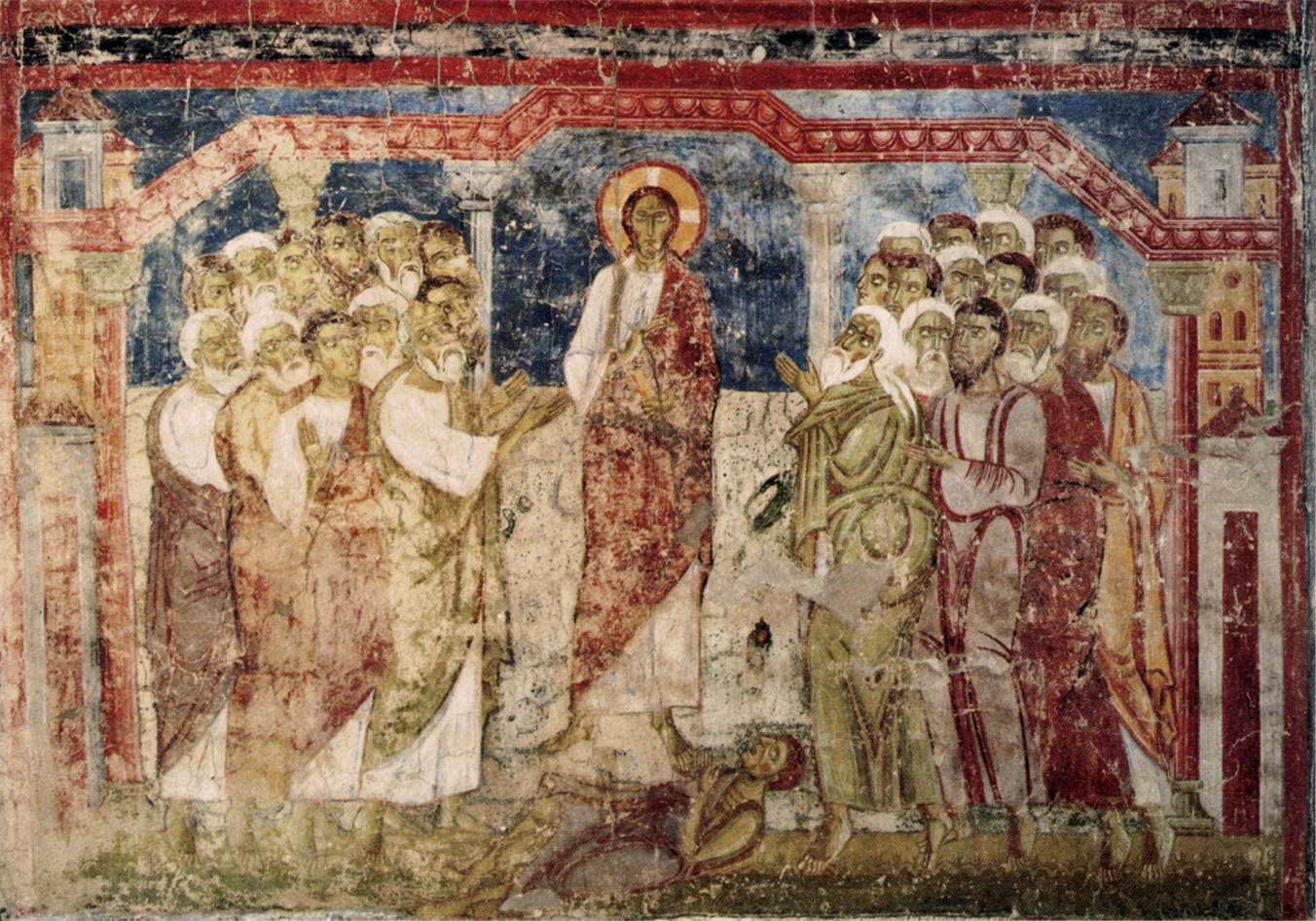
Exorcismo na sinagoga de Cafarnaum.
Afresco do século XI na Abadia de Lambach, na Áustria.

O exorcismo na sinagoga de Cafarnaum é um dos milagres de Jesus, relatado em Marcos 1:21–28 e Lucas 4:31–37.
De acordo com os evangelhos, no sabbath, Jesus e seus discípulos foram para Cafarnaum e Jesus começou a pregar. As pessoas ficaram maravilhadas com seus ensinamentos, pois ele os passava com autoridade e não da forma dos doutores da Lei. Neste momento, um homem que estava na sinagoga e que estava possuído por um espírito maligno gritou "Que temos nós contigo, Jesus Nazareno? Vieste a perder-nos. Bem sei quem és, és o Santo de Deus! Jesus repreendeu-o, dizendo: Cala-te e sai desse homem. O espírito imundo, agitando-o violentamente e bradando em alta voz, saiu dele." (conforme o Evangelho de Marcos).
As pessoas ficaram novamente espantadas e perguntaram umas às outras: "Que é isto? uma nova doutrina com autoridade! ele manda aos próprios espíritos imundos, e eles lhe obedecem!". Notícias sobre Jesus então se espalharam por toda a região.